# 仙石みなみ
仙石 みなみ（せんごく みなみ、1991年4月30日 - ）は、日本の女性アイドル、女優。アップアップガールズ（仮）の元メンバー。
宮城県仙台市出身。血液型O型。身長149cm。YU-M エンターテインメント所属。
2004年から2010年までハロー!プロジェクトの研修生『ハロプロエッグ』として活動。2007年より音楽ガッタスのメンバーとして活動し、CDデビューするなど、歌手として経験を積む。また、劇団ゲキハロ第5回公演 「Berryz工房 VS Berryz工房」、ワーサルシアタープロデュース vol.1『つぶやくGirl's』に出演するなど、女優としても経験を積む。
2010年12月、ハロプロエッグの研修課程を修了。以降、ハロー!プロジェクトには所属せず、アップアップガールズ（仮）のメンバーとして2017年9月まで活動する一方で、『ハライチの神アプリ』レギュラー出演・舞台『はしゃぐ茶柱』主演・雑誌グラビアなど、個人としても活動。
2017年9月16日にアップアップガールズ（仮）を卒業し、以降は女優として活動。既婚。

## 略歴
小学生の頃、モーニング娘。の「ザ☆ピ〜ス!」がリリースされたのをきっかけにモーニング娘。の大ファンとなり、仙台でコンサートが行われる度にコンサートを見学するようになった。仙石はモーニング娘。の中でも当時メンバーであった石川梨華に憧れており、石川のような「元気や夢を与えられる人になりたい」と考えた。また「ステージに立って歌ったり踊ったりしたい」という理由もあり、モーニング娘。のメンバーになりたいと思うようになった。しかし、当時モーニング娘。の追加メンバーオーディションの応募条件には中学生以上という年齢制限があったため、応募することは出来なかった。2004年、モーニング娘。が掲載されている雑誌にハロプロ エッグ オーディション2004の募集要項が掲載されているのを見て、同オーディションに応募し合格した。
ハロプロエッグ1期メンバーとなった仙石だが、仙台からレッスンには通っていたものの、他のハロプロエッグメンバーと違い、ハロー!プロジェクトのコンサートのリハーサルに通えなかったため、同コンサートには出演することが出来なかった。その結果「東京に行かないときっと仕事ができない」と考えるようになり、中学2年生の後半には、高校進学と同時に上京したいと考えるようになった。
2006年
- 3月19日、Hello! Project SPORTS FESTIVAL 2006 さいたまスーパーアリーナ大会において、メトロラビッツH.P.の試合のアシスタントを務めた[10]。これは仙石にとっての初仕事である[10]。

2007年
- 高校進学にあわせ上京した[13]。上京して最初の1年間は一人暮らしをしていたという[11]。
- 5月13日、「第一回 ハロー!プロジェクト新人公演 〜さるの刻〜/〜とりの刻〜」に参加。これがハロー!プロジェクトのステージへの初参加となった[8][14]。
- 6月19日、能登有沙、真野恵里菜、澤田由梨と共にGatas Brilhantes H.P.への加入が発表された[15][注釈 1]。また、この頃音楽ガッタスへの加入も決まった[8]。
- 9月12日、音楽ガッタスとしてシングル「鳴り始めた恋のBell」でCDデビュー[17][18]。レコーディングも初経験した[8]。

2008年
- 11月18日 - 23日、初舞台「Berryz工房 VS Berryz工房」でロボットせんごくちゃん（T-1059号）役[19][20]。

2010年
- 6月7日、公式ブログ「みなみのチョコっとDAYS♪」を開設[21]。
- 夏、所属事務所より、ハロプロエッグの高校生以上のメンバー全員と、中学生以下のメンバーの一部にハロプロエッグの研修課程修了という通達があった[22]。仙石にとって、言い渡された時の絶望感は相当なものであり[23]「人生で一番の絶望」であった[24]。
- 11月、最後の新人公演に出演し、ハロプロエッグの研修課程を修了した[25]。事務所から芸能活動を続けるかどうか問い合わせがあったが[23]、それ以降のスケジュールについて何も聞いていなかったため、12月には芸能活動をやめようと思い親に相談した[25]。仙石は一旦辞意を事務所に伝えたが、前言を翻し結局続けることにした[23][26]。理由としては、ハロー!プロジェクトのメンバーになれないことは確定したが、仙石の好きな歌・ダンス・芝居はハロー!プロジェクトのメンバーでなくても続けることが出来るということと[27]、辞めてしまうと、ハロプロエッグの研修期間の間に積み上げてきたものが無くなってしまうということが挙げられる[23][26]。
- 12月21日、ハロプロエッグの研修課程を修了したことを発表[28]。同時に舞台公演に出演することも発表されたが[28]、地震の影響により公演が見送りとなり[29]、最終的には2011年7月に行われた[30]。

2011年
- 3月8日、『つながるセブン』隔週火曜日番組アシスタントとなった[31]。
- 4月1日、アップフロントガールズ（仮）としてのブログ「アップフロントガールズ（仮）オフィシャルブログ」開始[3][注釈 2]。後にグループ名は『アップアップガールズ（仮）』に改名[32]。
- 5月17日、佐保明梨とともに、オリジナルK-POPコピーダンスチーム「UFZS」に加入[33][34]。
- 5月 - 6月、初の主演[35]舞台『はしゃぐ茶柱』に出演[36]。

2012年
- この年の9月に発売されたUTB+に自身初となる水着グラビアが掲載された[37]。
- 12月、雑誌『週刊ヤングジャンプ』の企画「サキドルエース SURVIVAL」に参加した[38]。この企画は、5組のアイドルグループのメンバーの代表1人が同誌上で競演し、読者アンケートで1位を獲得したメンバーの所属するグループ全員で同誌のグラビアページに掲載されるというものである[39]。仙石は1位を獲得し、翌2013年3月にアップアップガールズ（仮）全員によるグラビアが週刊ヤングジャンプに掲載された[40][41]。

2013年
- 4月13日に横浜BLITZで行われたアップアップガールズ（仮）のライブの夜公演前に突然声が出なくなるというアクシデントに襲われ、公演終了後に「声帯結節」という診断を受けた[42]。声帯の状態は一進一退を繰り返しつつも少しずつ良化しているが、2016年2月現在も完治はしていない[42]。
- 7月に公開されたホラー映画『讐 〜ADA〜』で、主演・市川美保役を務めた[43]。
- 12月20日に発売された雑誌『ヤングガンガン』で表紙に起用された[44]。仙石にとって、個人で雑誌の表紙に掲載されるのは初となった[44]。

2014年
- 前年10月にカメラマン西條彰仁の推薦でエントリーした[45]雑誌『ヤングアニマル』の企画「NEXTグラビアクイーンバトル セカンドシーズン」で優勝したことが1月に発表された[46]。
- 4月2日（4月1日深夜）よりテレビ東京『ハライチの神アプリ@隆盛紀-ONLINE-』にレギュラー出演した[47][48]。4月10日からは、ニコニコ生放送『乙アプリ』に出演している[49]。

2015年
- 4月2日（4月1日深夜）よりテレビ東京『ハライチの神アプリ@英雄神紀〜Ver.INSTALL〜』にレギュラー出演した[50][51]。続いて、7月6日[52]から12月28日[53]までTOKYO MX『ハライチのアプリ王@神撃編』にレギュラー出演した[54]。

2017年
- 4月28日、アップアップガールズ(仮)オフィシャルブログで佐藤綾乃とともにアップアップガールズ（仮）卒業が発表され[55]、9月16日に同グループを卒業した[56]。

2021年
- 12月10日、結婚したことを発表[6]。

2022年
- 12月6日、第1子女児の出産を報告[57]。

## 人物
- 父親が漫画『タッチ』のファンであったことからヒロイン浅倉南のように強く優しい子に育ってほしいとの願いをこめて「みなみ」と名付けられた[58]。
- 公式ニックネームは「せんごく」[3]。「仙石先生」と呼ばれることもある。家族や友達には「みーこ」と呼ばれる[3]。
- アップアップガールズ（仮）でのメンバーカラーは、自身のラッキーカラーでもある赤[2][59]。2011年6月6日に行われた「アップフロントガールズ（仮）メンバーカラー決め大抽選会」にて決定した[60]。なお、音楽ガッタス時代のメンバーカラーは黄色であった[61]。
- 雑誌『UTB』では「見た目からは想像できないくらい熱い性格」と評された[62]。仙石本人によれば、中学1年生の頃に見た映画『あずみ』[63]に影響され「侍魂」という言葉が好きだという[62]。自己紹介でも「好きな言葉は侍魂、燃えるレッドの仙石みなみです」と名乗っている[64]。
- 2021年1月12日、新型コロナウイルスに感染した事が判明した。[65][66]

### 陸上競技
中学校時代に陸上部に所属しており、800メートル競走で2分30秒の記録を持っている。2015年1月11日には漫画雑誌『ヤングアニマル』の企画で谷川真理ハーフマラソン大会に出場し1時間42分07秒で完走した。谷川真理には「冗談じゃなくて5年後の東京オリンピックの女子マラソンを目指してほしい」と評された。同年5月にはアップアップガールズ（仮）のメンバーによるチーム「チーム・忍JAPAN」としてホノルル駅伝に参加し、山道のコースを2区間走行した。2016年2月にはホノルル駅伝部の女子部長に就任した。

## 作品

### 映像作品
- 第一回 ハロー!プロジェクト新人公演 〜さるの刻〜/〜とりの刻〜（2007年）
- 2008 ハロー!プロジェクト新人公演9月 〜芝公園STEP!〜（2008年11月）[72]
- 劇団ゲキハロ第5回公演「Berryz工房 VS Berryz工房」（2009年2月25日）[73]
- 2009 ハロー!プロジェクト新人公演6月 〜中野STEP!〜（2009年9月）[74]
- 空間ゼリー『暗ポップ』（2009年11月18日）[75]
- 大人の麦茶『タイガーブリージング』（2010年8月25日）[76]
- 空間ゼリー『今がいつかになる前に』（2011年2月23日）[77]
- ほんとうにあった怖い話 第十九夜「第一話 黒いウェディングビデオ」（2011年5月6日）[78]
- Q〜あなたはだぁれ?〜（2011年11月2日）[79]
- リボーン〜命のオーディション〜（2012年3月14日、UP-FRONT WORKS）[80]
- 讐 〜ADA〜（2013年8月21日、バップ）[81]
- みなみの恋人（2017年11月15日、ワニブックス）

## 出演

### 舞台
- 劇団ゲキハロ第5回公演 「Berryz工房 VS Berryz工房」（2008年11月19日 - 23日、東京芸術劇場中ホール）[82]ロボットせんごくちゃん（T-1059号） 役[19][20]
- 空間ゼリー vol.11「暗ポップ」（2009年8月26日 - 30日、赤坂レッドシアター）[83]橋本くるみ 役[84]
- 2009年秋季エッグ研修発表会〜女優宣言〜（2009年10月7日・9日、池袋シアターグリーン BIG TREE THEATER）
- 大人の麦茶 第十七杯目公演「タイガーブリージング」（2010年5月7日 - 11日、紀伊國屋ホール）[85]住枝都 役[86]
- ワーサルシアタープロデュース「つぶやくGirl's」（2010年9月8日 - 12日、ワーサルシアター）[87]コバト 役[88]
- 2010年秋季エッグ研修発表会〜女優宣言〜（2010年10月2日・3日、時事通信ホール）[89]
- 空間ゼリー vol.12「今がいつかになる前に」（2010年10月30日 - 11月7日、池袋シアターグリーン BIG TREE THEATER）[90]奥田麻里 役
- はしゃぐ茶柱（2011年5月25日 - 6月5日、シアター711）[36]主演[35]・杉坂菜緒 役[91]
- Q-あなたはだぁれ?-（2011年7月13日 - 18日、池袋シアターグリーンBOX in BOX THEATER）[30]森陽那乃 役[92]
  - のっちのちにしてあげる!つぼふみーこでQ〜っとまるまる大トークショウ!!!（2011年7月15日）[93]
- 下北箱庭HEARTs（2011年8月31日 - 9月11日、シアター711）[94]西野すみれ 役[95]
- リボーン〜命のオーディション〜（2011年10月8日 - 17日、全労済ホールスペース・ゼロ）[96]織田信長 役[97]
- あかはな（2011年12月13日 - 18日、中野テアトルBONBON）[98]深見奏音 役[99]
- 朗読劇「ユンカース・カム・ヒア」（2012年7月3日 - 7日、ル・テアトル銀座）[100] - 麻生瞳 役（℃-uteの中島早貴とのダブルキャスト）[101]
- 銀岩塩『神ノ牙-JINGA-転生』～消えるのは俺じゃない、世界だ。～（2019年1月5日 - 14日、銀河劇場）[102]
- 「海賊と山賊　第二章」（2019年6月28日 - 30日、彩の国さいたま芸術劇場小ホール）エメラ 役[103]
- エンターテインメント風集団 秘密兵器MISSION IN POSITIVE 25th Attack「愚者の品格」（2019年7月10日 - 16日、下北沢「劇」小劇場）[104]
- 朗読劇「Greif 〜TEGAMI〜」（2019年7月25日 - 28日、千本桜ホール）[105]
- 誰ガ為のアルケミスト 舞台版『聖石の追憶』〜闇ヲ見つめる者〜（2019年9月26日 - 29日、博品館劇場） - チハヤ 役
- 「おおばかもの〜ふくらめ！私のイースト菌！〜」（2019年10月31日 - 11月4日、浅草花劇場）[106]
- 「次郎長、渡世人辞めるってよ」（2019年12月11日 - 15日、俳優座劇場）お千 役[107]
- ミステリー9「吸血鬼 -BITE-」（2020年1月29日 - 2月2日、新宿村LIVE）[108]
- シューティング歌劇「ゴシックは魔法乙女」（2020年2月12日 - 17日、新宿村LIVE） - ロザリー 役[109]
- エンターテインメント風集団秘密兵器 MISSION IN POSITIVE 26th Attack 行進曲第十八番『異風堂々巡』（2020年8月5日 - 9日、下北沢「劇」小劇場）[110]
- 大森カンパニープロデュース公演 人情喜劇シリーズvol.10「いつかの宴」（2020年11月20日 - 29日）[111]
- シューティング歌劇 「ゴシックは魔法乙女 -5悪魔襲来-」（2021年3月3日 - 7日、六行会ホール） - ロザリー 役[112]

### コンサート
- 第一回 ハロー!プロジェクト新人公演 〜さるの刻〜／〜とりの刻〜（2007年5月13日、渋谷C.C.Lemonホール）[14]
- 2007 ハロー!プロジェクト新人公演8月 〜横浜で会いましょう〜（2007年8月26日、横浜BLITZ）
- 2007 ハロー!プロジェクト新人公演11月 〜品川で会いましょう〜（2007年11月23日、品川ステラボール）[113]
- 2008 ハロー!プロジェクト新人公演3月 〜キラメキの横浜〜（2008年3月29日、横浜BLITZ）[114]
- 2008 ハロー!プロジェクト新人公演6月 〜赤坂HOP!〜（2008年6月22日、赤坂BLITZ）[115]
- 2008 ハロー!プロジェクト新人公演9月 〜芝公園STEP!〜（2008年9月23日、メルパルクホール）[116]
- 2009 ハロー!プロジェクト新人公演4月 〜横浜HOP!〜（2009年4月4日・5日、横浜BLITZ）[117]
- 2009 ハロー!プロジェクト新人公演6月 〜中野STEP!〜（2009年6月7日、中野サンプラザ）[118]
- 2009 ハロー!プロジェクト新人公演9月 〜横浜JUMP!〜（2009年9月23日、横浜BLITZ）[119]
- 2009 ハロー!プロジェクト新人公演11月 〜横浜FIRE!〜（2009年11月23日、横浜BLITZ）[120]
- 2010年ハロプロエッグ ノリメンLIVE 2月（2010年2月28日、山野ホール）[121]
- 2010 ハロー!プロジェクト新人公演6月 〜横浜HOP!〜（2010年6月5日、横浜BLITZ）[122]
- 2010 ハロー!プロジェクト新人公演9月 〜横浜STEP!〜（2010年9月5日、横浜BLITZ）[123]
- 2010 ハロー!プロジェクト新人公演11月 〜横浜JUMP!〜（2010年11月28日、横浜BLITZ）[124]

### イベント
- ハロプロエッグデリバリーステーション!04（2008年5月25日、サンストリート亀戸）[125]
- ハロプロエッグデリバリーステーション in 夏Sacas'09 Sacas Water Park（2009年7月24日・8月31日、赤坂サカス）[126]
- ハロ☆プロTOWN 1st street（2010年6月12日、イトーヨーカドー葛西店）
- 汐留博覧会2010 ハロプロエッグ（2010年8月26日、汐留AX）[127]
- リニューアルオープンオープニングセレモニー（2011年7月6日、アキバ☆ソフマップ1号店・マップ劇場）[128] - 一日店長に就任[129]
- LUMI☆NETA 90（2012年9月27日、ルミネtheよしもと） - 仙石小夏（仮）としての出演[130]
- アップフロント落語会〜赤坂寄席VOL.1〜（2013年3月15日、赤坂元気劇場）[131]

### テレビ番組
- つながるセブン（2011年3月8日 - 2012年3月13日、火曜日アシスタント、J:COM）[31][132]
- 方言彼女。0（2013年1月、東名阪ネット6） - 番組のコーナー「方言デート」に出演[133]
- ハライチの神アプリ@隆盛紀-ONLINE-（2014年4月2日（4月1日深夜） - [注釈 3]、テレビ東京）[47][48]
- ハライチの神アプリ@英雄神紀〜Ver.INSTALL〜（2015年4月2日（4月1日深夜） - 、テレビ東京）[50][51]
- ハライチのアプリ王@神撃編（2015年7月6日[52] - 12月28日[53]、TOKYO MX）[54]
- 天才てれびくんYOU 荒石みなみ役（ドラマ「逃げるは弱虫！役立たず！！」に出演する女優）
- アイドルNO編集ぶらり旅 そのまんま流 （2017年8月26日、9月2日 Kawaiian for ひかりTV、Kawaiian for ひかりTV4K）- ゲスト出演

### テレビドラマ
- 水曜ミステリー9「内田康夫サスペンス 鬼刑事と車椅子の少女 ドクターブライダル」（2013年5月22日、テレビ東京） - 長田竹美 役[135]
- サクラ咲く（2016年3月6日 - 27日[136]、全4話、NOTTV）[137] - 守口みなみ 役[138]
- 特捜9 season3 第9話（2020年7月15日、テレビ朝日） - 村野香菜 役

### インターネット配信
- 乙アプリ（2014年4月10日 - 2016年3月24日[139]、ニコニコ生放送）[49]
- YouTube背神ドラマ『ネット怪談✕百物語』シーズン4（31話 - 40話）（2020年11月14日 - 12月25日）[140]
- 朗読劇「ライブレターズ」（2020年12月19日 - 20日）[141]

### 映画
- 讐 〜ADA〜（2013年7月27日公開[142]） - 主演[43]・市川美保 役[43][143]
- とびだせ新選組!（2013年11月30日公開[144]） - おみつ 役[145]
- 北の桜守（2018年3月10日公開） - 主題歌「花、闌（たけなわ）の時」のコーラスにも参加[146]
- イマジネーションゲーム（2018年7月28日公開） - 白石久美子 役[147]
- スリーアウト！-プレイボール篇-（2019年6月22日、ココロヲ・動かす・映画社○）[148]
- TURNING POINT（2022年4月9日 - 10日、エンタメイティブ株式会社） - 筒香百華 役

### CM
- かっぱ寿司（2012年7月20日 - ） - 吉川友、村上東奈と共演[149]

### WEB動画
- ポッカサッポロフード&ビバレッジ「辛王」（2016年3月）[150]

## 書籍

### 写真集
- みなみの決意（2017年9月15日、ワニブックス、撮影：唐木貴央）ISBN 978-4847049439[151]